# Chatchai Sasakul
Chatchai Sasakul (Thai: ฉัตรชัย สาสะกุล; * 5. Februar 1970 in Nakhon Ratchasima, Thailand) ist ein ehemaliger thailändischer Boxer im Fliegengewicht.

## Profikarriere
Im Jahre 1991 begann er seine Profikarriere. Am 12. November 1997 boxte er gegen Yuri Arbachakov um die WBC-Weltmeisterschaft und gewann durch einstimmige Punktrichterentscheidung. Diesen Titel verteidigte er zweimal und verlor im Dezember des folgenden Jahres an Manny Pacquiao durch Knockout.  
Im Jahre 2008 beendete er seine Karriere.